# Situ Aksan
Situ Aksan är en sjö i Indonesien.   Den ligger i provinsen Jawa Barat, i den västra delen av landet, 110 km sydost om huvudstaden Jakarta. Situ Aksan ligger 715 meter över havet.Runt Situ Aksan är det i huvudsak tätbebyggt.